# 斉木しげる
斉木 しげる（さいき しげる、1949年11月18日 - ）は、日本の俳優、タレント。本名：斎藤 滋樹（さいとう しげき）。静岡県浜松市天竜区出身。芝居ユニットシティボーイズ（大竹まこと・斉木しげる・きたろう）の一人。実兄はイラストレーター・画家の斎藤雅緒。

## 経歴・人物
静岡県立浜松西高等学校卒業、早稲田大学教育学部国文学科（現・国語国文学科）中退。高校時代は演劇部だった。落語家の瀧川鯉昇は高校演劇部の後輩にあたる。
1971年秋、通っていた俳優座養成所を中退した仲間が集まり、劇団表現劇場を結成。このときのメンバーに大竹まこと、きたろうの2人と風間杜夫がいた。のちに大竹、きたろうとシティボーイズを結成。
テレビドラマでの役どころは生真面目な父親役が多い。また、特撮作品の出演も多く、『魔法少女ちゅうかなぱいぱい!』『魔法少女ちゅうかないぱねま!』など、東映不思議コメディーシリーズに3年連続でレギュラー出演。その際のことを「無責任な父親像を演じたかった」と回想し、「僕は実生活でも子どもに対しては放任主義だったんだけど、それをよりデフォルメした感じで芝居をしていた」と話している。3年間の出演が終わった後で、原作の石ノ森章太郎から花魁の色紙を贈られたときは、かつて石ノ森の『幻魔大戦』を愛読していたこともあって感激したという。
1994年、シティボーイズ結成15周年記念ライヴ『ゴム脳市場』のイメージソングとしてライヴ会場でCD発売された『恋人たちのゴム脳』 はその後、斉木の持ち歌となり、数々のライヴで歌われている。
人の肉体を見て、血液型を見抜くことができるという特技を持つ。『未来創造堂』（日本テレビ系）でゲストで出演した時に披露したが、しかしこの時は5人中2人の血液型を間違えている。
腕時計をしない。持ち物には執着が全くといっていいほどないらしく、かばんですら大きめの紙袋で代用してしまうという。
自動車の運転免許を持っていない。きたろうによると、ハンドルを握ると周囲に暴言を吐くなど凶暴な性格になるとのことで、あえて保有していないのだという。
パチンコなどのギャンブル好きでも知られている。
女優の鶴田真由とは舞台で共演して意気投合した仲。

## 出演

### テレビドラマ
- 教師びんびん物語 第11話（1988年6月13日、フジテレビ / 東宝）
- 奇妙な出来事（1989年10月9日 - 1990年3月26日、フジテレビ） - ストーリーテラー
- 魔法少女ちゅうかなぱいぱい!（1989年1月15日 - 7月9日、フジテレビ） - 高山行男 役
- 魔法少女ちゅうかないぱねま!（1989年7月23日 - 12月24日、フジテレビ） - 高山行男 役
- 教師びんびん物語II（1989年、フジテレビ） - 山口昭一 役
- ウルトラマンをつくった男たち 星の林に月の舟（1989年3月21日、TBS） - TBSプロデューサー 片山 役
- 日本はどうなるシリーズ「ザ・教育費」（1989年11月4日、TBS）
- 月曜・女のサスペンス・傑作推理受賞作シリーズ・死の郵便配達（1989年9月18日、テレビ東京系列） - 郵便局窓口職員 役
- 美少女仮面ポワトリン（1990年1月7日 - 12月30日、フジテレビ） - 村上ハヤト 役
- 外科医 有森冴子 第5話（1990年5月12日、日本テレビ）
- 世にも奇妙な物語「生き蟹」（1990年8月30日、フジテレビ） - 川崎順次 役
- 不思議少女ナイルなトトメス（1991年1月6日 - 12月29日、フジテレビ） - 中島ケンゾー 役
- 七人の女弁護士 第2話（1991年1月24日、テレビ朝日）
- 火曜サスペンス劇場（日本テレビ）
  - 雨の中の女（1988年11月8日） - 野村 役
  - ガラス細工の家（1991年5月7日、テレパック） - 警視庁捜査課・中山刑事 役
  - 盗聴の夜（1991年7月23日、中京テレビ）
  - 陰膳（1995年8月29日）
  - 運命の女（1997年6月17日）
- 101回目のプロポーズ（1991年7月1日 - 9月16日、フジテレビ） - 立花 役
- 東京ららばい（1991年11月14日、よみうりテレビ）
- 月曜ドラマスペシャル（TBS）
  - 松本清張作家活動40年記念・黒い画集 坂道の家（1991年8月26日）
  - 浅見光彦シリーズ 佐渡伝説殺人事件（1995年7月31日） - 塚原為男 役
- その時、ハートは盗まれた（1992年11月19日 - 12月17日、フジテレビ） - 椎名修一郎 役
- 綺麗になりたい 第3話（1992年10月31日、日本テレビ） - 進 役
- 土曜ワイド劇場（テレビ朝日、C.A.L）
  - 混浴露天風呂連続殺人10 「阿寒湖〜摩周湖〜知床 ラジオで無差別予告殺人」（1991年7月20日） - 間寛平伍代 役
  - 牟田刑事官事件ファイル18 「横浜〜九州唐津殺意の縦断ルート！」（1993年4月3日）
  - 女医翔子の華麗なる復讐（1994年5月14日） - 北斗和夫 役
  - そして誰もいなくなる（1994年10月29日）
  - タクシードライバーの推理日誌・#3「春呼ぶ殺人 女の死体に桜が散った…」」（1999年4月16日） - 陣ノ内洋介 役
  - タクシードライバーの推理日誌・#11「亡霊殺人!盗まれた指紋、追尾された走向軌跡…驚異の罠を仕掛ける見えない敵の正体は…!?」」（1999年6月5日）
  - 殺人容疑者の妻!（2001年6月23日）
  - 美人三姉妹の推理旅行2（2007年6月30日） - 川口栄吉 役
- チャンス! 第6話（1993年5月19日）
- オレたちのオーレ!（1993年10月14日 - 12月23日、TBS） - 峰岸三郎 役
- お玉・幸造夫婦です（1994年、よみうりテレビ）
- 月曜ドラマスペシャル「プリズン・ホテル2」（1995年4月3日、TBS）
- おかみ三代女の戦い（1995年1月12日 - 3月23日、TBS） - 村雨和也 役
- しようよ2♡ 女教師ナズナの場合（1996年11月30日 - 12月21日、テレビ朝日） - 三浦耕作 役
- Alice 6（1996年4月14日 - 6月30日、テレビ静岡） - 狩野彦佐衛門 役
- ドク（1996年10月17日 - 12月19日、フジテレビ）
- 幻想ミッドナイト「八千六百五十三円の女」（1997年12月7日、フジテレビ） - 相沢真 役
- 銭形平次 第7シリーズ 第3話「仮面の女」（1998年2月11日、フジテレビ） - 佐吉 役
- NHK大河ドラマ
  - 元禄繚乱（1999年） - 本庄安芸守資俊 役
  - 篤姫（2008年） - 徳川家慶 役
  - 龍馬伝（2010年） - 板倉勝静 役
- 新・腕におぼえあり 第22話（1999年2月26日、NHK） - 橘屋角左衛門 役
- 金曜エンタテイメント「ドーラク弁護士」（1999年5月21日、フジテレビ） - 志村実 役
- ディア・フレンド（1999年11月29日、TBS） - 佐竹の息子 役
- フレーフレー人生!（2001年7月2日 - 9月10日、日本テレビ） - 川畑良雄 役
- 演技者。「グリフトの手口」第3話・第4話（2004年2月17日・24日、フジテレビ） - 京極 役
- 離婚弁護士 第10話（2004年6月24日、フジテレビ） - 斉藤常務 役
- 熱き夢の日〜日韓ワールドカップ・真実の裏側〜（2004年10月15日、フジテレビ）
- 恋のから騒ぎ（日本テレビ）
  - 恋のから騒ぎ 〜Love Stories II〜「マタをかける女」（2005年9月21日）
  - 恋のから騒ぎ 〜Love StoriesIV〜「ナマイキな女」（2007年11月30日）
- 轟轟戦隊ボウケンジャー（2006年2月19日 - 2007年2月11日、テレビ朝日） - 牧野森男 役
- 特命係長 只野仁（3rdシーズン） 第30話（2007年3月9日、テレビ朝日） - 草山大二郎 役
- 探偵学園Q（2007年7月3日 - 9月11日、日本テレビ） - 諸星警部 役
- 24時間あたためますか?〜疾風怒涛コンビニ伝〜＃1 新世界のコンビニ（2008年3月15日、日本テレビ） - コンビーノ24・部長 役
- 花衣夢衣（2008年3月31日 - 6月27日、東海テレビ放送） - 辻万平 役
- 水曜ミステリー9「鉄道警察官・清村公三郎 人情列車殺人事件」（2008年4月23日、テレビ東京） - 小谷竜次 役
- Room Of King（2008年10月4日 - 11月29日、フジテレビ系） - 伊集院竹 役
- 水曜ミステリー9「付き人女優・安野すみれ 楽屋裏事件ファイル」（2009年1月21日、テレビ東京）
- テレビ朝日50周年ドラマスペシャル 警官の血（2009年2月7日・8日、テレビ朝日）
- 怨み屋本舗　REBOOT（2009年7月3日 - 9月25日、テレビ東京） - 大川 役
- 古代少女ドグちゃん（2009年10月7日 - 12月23日、MBS） - 佐山 役
- 不毛地帯（2009年10月15日 - 2010年3月11日、フジテレビ） - 松本晴彦 役
- 月曜ゴールデン「笑顔〜15年目の嘘〜」（2009年12月7日、TBS） - 糸井史郎 役
- 柳生武芸帳（2010年1月2日、TX） - 葉室少将教平 役
- 水戸黄門・第42部 第1話「お前は助さん 俺は格さん・江戸」（2010年10月11日、TBS・C.A.L） - 天狗の首領 役
- うなぎパイ ドラマスペシャル「誰(タレ)よりも君を愛す!」（2011年4月17日、テレビ静岡・フジテレビ系列） - 館長 役
- 鈴木先生（2011年4月25日 - 6月27日、テレビ東京） - 伊福部直孝校長 役
- 名探偵コナン 工藤新一への挑戦状 第7話（2011年8月18日、よみうりテレビ） - 鴨志田良介 役
- 勇者ヨシヒコと魔王の城 第10話（2011年9月9日、テレビ東京） - 仙人 役
- 野田ともうします。 シーズン2 第1話（2011年10月6日、NHKワンセグ2） - 野田さんの叔父さん 役
- 科捜研の女 （テレビ朝日）
  - Season11 第8話（2011年12月8日） - 高松由尊 役
  - Season21 第13話（2022年3月3日） - 黒石萬作 役
- 家族のうた 第5話（2012年5月13日、フジテレビ） - 本人 役
- 主に泣いてます 第7話（2012年9月1日、フジテレビ） - 紺野泉の父 役
- 高校入試（2012年10月6日 - 12月29日、フジテレビ） - 荻野正夫 役
- 孤独のグルメ Season2 第5話（2012年11月7日、テレビ東京）- 老男性 役
- リアル脱出ゲームTV（2013年1月1日、TBS） - 蟋蟀 役
- ご縁ハンター（2013年4月13日 - 4月27日〈全3回〉、NHK） - 村上満 役
- SUMMER NUDE（2013年7月8日 - 9月16日、フジテレビ） - 小南文博 役
- 独身貴族 第4話（2013年10月31日、フジテレビ） - 小野寺秀作 役
- なぞの転校生（2014年1月11日 - 3月29日、テレビ東京） - 寺岡理事長 役
- 医龍 -Team Medical Dragon- 4 第7話（2014年2月20日、フジテレビ） - 樋口豊 役
- ドラマW「埋もれる」（2014年3月16日、WOWOW） - 三原武雄 役
- 乾杯戦士アフターV（2014年4月7日 - 6月22日、東名阪ネット6・5いっしょ3ちゃんねる） - 悪の総帥（居酒屋主任） 役
- トクソウ（2014年5月11日 - 6月8日、WOWOW)  - 谷山静雄 役
- 金曜プレステージ「警部補・佐々木丈太郎7」（2014年6月20日、フジテレビ） - 北村宗佑 役
- 素敵な選TAXI 第2話（2014年10月21日、関西テレビ） - 高橋雄一郎 役
- 相棒 season13 第8話「幸運の行方」（2014年12月10日、テレビ朝日） - 小池信雄 役
- HEAT 第6話（2015年8月11日、関西テレビ） - 菅井武雄 役
- 警視庁捜査一課9係 season11 第3話（2016年4月20日、テレビ朝日） - 内山博信 役
- 神の舌を持つ男（2016年7月15日、TBS） - 目黒昭（町長） 役
- せいせいするほど、愛してる 最終話（2016年9月20日、TBS） - 古光堂の主人 役
- シリーズ・江戸川乱歩短編集（NHK BSプレミアム）
  - 第2弾『妖しい愛の物語』「何者」（2016年12月26日） - 波多野警部 役
  - 第4弾『新!少年探偵団』「怪人二十面相」（2021年3月23日） - 中村係長 役
- スリル!〜赤の章・黒の章〜 黒の章・第1回「弁護士・白井真之介の大鑑定!?」（2017年2月26日、NHK総合・NHK BSプレミアム） - 竹村美男 役
- 就活家族〜きっと、うまくいく〜 第3話（2017年1月26日、テレビ朝日） - 川村聡一郎 役
- 税務調査官・窓際太郎の事件簿32（2017年5月8日、TBS） - 白川幸次郎 役
- トットちゃん!（2017年10月2日 - 12月22日、テレビ朝日） - 金剛丸五郎 役
- 陸王 第9話（2017年12月17日、TBS） - 檜山和人 役
- オー・マイ・ジャンプ! 〜少年ジャンプが地球を救う〜（2018年1月13日 - 3月24日、テレビ東京） - 土田跳躍 役
- 刑事7人（テレビ朝日）
  - Season4 第7話（2018年8月22日） - 皆本治 役
  - Season6 第7話（2020年9月16日） - 西村健一 役
- 医療捜査官 財前一二三6（2019年2月16日、フジテレビ） - 鵜飼秋夫 役
- ハゲしわしわときどき恋（2020年1月2日、テレビ朝日） - 海野晴成 役
- シリーズ・横溝正史短編集「金田一耕助踊る！」犬神家の一族（2020年2月1日、NHK BSプレミアム） - 犬神佐兵衛 役
- 年下彼氏 Episode3・4（2020年4月19日、	テレビ朝日系） - 財津教授 役
- 連続テレビ小説「「エール」（2020年、NHK総合） - 堂林社長 役
- 今ここにある危機とぼくの好感度について（2021年4月24日 - 5月29日、NHK総合） - 斎藤理事 役
- 全っっっっっ然知らない街を歩いてみたものの Season2 第2話（2022年3月14日、フジテレビ）[6]
- 今度生まれたら 第4話（2022年5月29日、NHKBSプレミアム・BS4K） - 長岡 役
- 自転車屋さんの高橋くん（2022年11月4日 - 12月23日、テレビ東京） - 高橋惣司 役
- 一橋桐子の犯罪日記 第1話（2022年10月8日、NHK総合） - 佐藤 役
- 相棒 season21 元旦スペシャル 「大金塊」（2023年1月1日、テレビ朝日） - 大門寺尚彦 役[7]
- 老害の人 全5話（2024年、NHKプレミアム） - 松木達夫 役
- 風のふく島 第6話（2025年2月15日、テレビ東京） - 花仙人 役[8]

### バラエティー
- おじゃまします（1985年、TBS）
- キラリ!美少女（1988年、テレビ朝日）
- 世界で一番くだらない番組（1990年 - 1993年、フジテレビ）
- 極楽自由区（1993年、TBS）
- タモリのSuperボキャブラ天国（1994年 - 1996年、フジテレビ）
- ラスタとんねるず'94（1994、フジテレビ）
- 知ってドーするの!?（1996年、テレビ東京）
- 豪快!御影屋（1996年 - 1998年、毎日放送）
- 千円の食卓（1997年、テレビ朝日）
- JOCX-TV2-THETV2「インタビューズ」 - ナレーション
- 「なっとく歴史館」 - きたろうとともにリポーターを務めた
- さんま・所のオシャベリの殿堂（1998年、日本テレビ）
- 少年頭脳カトリ（1998年、フジテレビ）
- パチンコスタジアム（1995年 - 1998年、テレビ東京）
- 今夜も千両箱!!（1998年 - 2003年、テレビ東京）

パチンコ名人と名乗り、全国各地のパチンコ店で制限時間内の遊技による出玉数を競う。ゲストのタレントを迎え撃った
おもなゲスト対戦者：ブラザートム、デビット伊東（玉聖）、大原かおり（玉乳）、内山信二（玉龍）※後に称号剥奪
- 爆笑100分テレビ!平成ファミリーズ 第2話（2007年10月14日、日本テレビ）
- ボクらの時代（2007年7月22日、フジテレビ） - シティボーイズ（きたろう、大竹まこと）と出演
- 恋愛百景 第83話「副都心線・雑司ヶ谷デート」（2008年6月30日、テレビ朝日） - 原幹恵の父親 役
- クイズプレゼンバラエティー Qさま!!（2008年、テレビ朝日）
- ぜんぶウソ 第10回（2009年、日本テレビ） - 汁男優

ほか多数

### ドキュメンタリー
- NHK BS特集「自動車の半世紀 東京モーターショーの50年」（2005年10月23日） - ナレーション・ドラマシーン出演
- 非破壊検査PRESENTS「お江戸ミステリー 家康が最も怖れた仕掛人」（2011年1月23日、日本テレビ） - 再現ドラマ出演（栗山膳四郎 役）
- NHKスペシャル「MEGAQUAKE 巨大地震II」（2012年6月、NHK総合） - ドラマシーン出演

### ラジオ
- 斉木しげるのカフェ・ド・男爵（1999年10月 - 2003年9月、静岡放送）
- MIDNIGHT ON THE PLANET（2006年4月7日 - 2007年6月29日、J-WAVE） - 番組ナビゲーター
- 斉木しげるの浪漫素（2010年9月4日 - 、調布エフエム放送ほか全国19局ネット）
- FMシアター「山のあなたに住むものは」（2021年7月3日、NHK-FM） - コナキジジイ 役

### 映画
- 遥かなる甲子園（1990年、東宝） - 玉里 役
- !［ai-ou］（1991年、東宝） - 医師 役
- 湾岸バッド・ボーイ・ブルー（1992年、ケイエスエス） - 教習所の教官 役
- 新・うれしはずかし物語3 天使のキスマーク（1992年、にっかつ） - 編集長 役
- くまちゃん（1993年）
- 人間交差点 雨（1993年、パイオニアLDC） - 大谷教官 役
- あひるのうたがきこえてくるよ。（1993年、ホネ・フィルム） - 木島純一 役
- OL忠臣蔵（1997年、松竹） - 岩国正宗 役
- 代官山物語 「探偵誕生」（1998年、日本コロムビア＝ヘラルド・ミュージック） - 伏黒繁 役
- オーディション（2000年、アートポート） - 酒場のマスター 役
- episode 2002 Stereo Future（2001年、東北新社） - 謎の中国人 役
- Jam Films2（机上の空論）（2003年、東芝エンタテインメント） - マスター 役
- 雀鬼くずれ（2003年、ケイエスエス） - 木原 役
- 机上の空論 ARMCHAIR THEORY（2004年、東芝エンタテインメント） - 大野しげる 役
- 男はソレを我慢できない（2006年、キネティック） - 金閣寺大造社長 役
- 轟轟戦隊ボウケンジャー THE MOVIE 最強のプレシャス（2006年、東映） - 牧野森男 役
- 自虐の詩（2007年　松竹） - 訪問販売の男 役
- 審理（2008年　最高裁判所企画・制作） - 矢吹護 役
- ノン子36歳（家事手伝い）（2008年、ゼアリズエンタープライズ） - ノン子の父 役
- 山形スクリーム（2009年、ギャガ・コミュニケーションズ） - 落武者ゾンビ藤本権田景頼 役
- ぱいかじ南海作戦（2012年）
- 「わたし」の人生 我が命のタンゴ（2012年） - 鈴木弘 役
- 営業1∞万回（2012年） - 警官 役
- 鈴木先生（2013年） - 伊福部直孝校長 役
- はじまりのみち（2013年、松竹） - 木下周吉 役
- らくごえいが（2013年）
- 土竜の唄 潜入捜査官REIJI（2014年2月15日） - 館晶 役
- 案山子とラケット 〜亜季と珠子の夏休み〜（2015年4月4日） - 渡辺忠太郎 役
- サブイボマスク（2016年6月11日、東映） - みつわ 役[9]
- 3月のライオン（2017年3月18日・4月22日、東宝 / アスミック・エース） - 柳原朔太郎 役
- 牙狼〈GARO〉 神ノ牙-KAMINOKIBA-（2018年1月6日、東北新社） - イワキ 役
- 人魚の眠る家（2018年11月16日、松竹）

### オリジナルビデオ
- スピッティング・イメージ・渡る世間にツバぺっぺっ！（1987年、ポニーキャニオン） - 吹き替え（声の出演）
- ザ・ギニーピッグ マンホールの中の人魚（1988年） - 画家 役
- ダンドリくん 実写版（1992年、東芝EMI） - アレルギー性鼻炎の男 役
- ブラック・ジャック（1996年） - 御堂医師 役
- 田山幸憲のパチプロ日記（1997年） - 田山幸憲 役
- 轟轟戦隊ボウケンジャーVSスーパー戦隊（2007年、東映） - 牧野森男 役
- 獣拳戦隊ゲキレンジャーVSボウケンジャー（2008年、東映） - 牧野森男 役

### 配信ドラマ
- ヒヤマケンタロウの妊娠（2022年4月21日 - 、Netflix / 地上波：2023年1月6日 - 2月24日、テレビ東京）[10]
- ケンシロウによろしく（2023年9月22日 - 、DMM TV / 地上波：2024年2月22日 - 2024年3月28日、テレビ東京） - 野田修 役[11]
- 僕の手を売ります（2023年10月27日 - 、FOD・Amazon  Prime Video / 地上波：2024年1月17日 - 3月13日、フジテレビ） - 大桑松夫 役[12]

### CD
- 恋人たちのゴム脳（1994年） - シティボーイズ結成15周年記念『ゴム脳市場』イメージソング